# San Luis del Palmar megye
San Luis del Palmar egy megye Argentínában, Corrientes tartományban. A megye székhelye San Luis del Palmar.

## Települések
Önkormányzatok és települések (Municipios y comunas)
- Herlitzka
- San Luis del Palmar